# Alice et la Poupée indienne
Alice et la Poupée indienne (titre original : The Kachina Doll Mystery, littéralement : Le Mystère de la poupée Kachina), est le soixante-deuxième roman de la série américaine Alice (Nancy Drew en VO) écrit par Caroline Quine, nom de plume collectif de plusieurs auteurs. L’auteur de ce roman est Sharon Wagner.
Aux États-Unis, le roman a été publié pour la première fois en 1981 par Stratemeyer Syndicate, New York. En France, il est paru pour la première fois en 1984 chez Hachette dans la collection Bibliothèque verte. Il n'a plus été réédité en France depuis 2003.

## Résumé
Remarque : le résumé est basé sur les éditions cartonnées non abrégées parues de 1984 à 2002 en langue française.
Evelyn McGuire invite son amie Alice au ranch de son grand-père, situé dans le désert de l'Arizona, près de Phoenix, afin de résoudre un mystère : son grand-père a entrepris des travaux pour transformer le ranch en centre de détente et de repos, mais une malédiction s'est abattue sur la propriété, liée à la présence d'anciennes poupées indiennes réputées posséder d'étranges pouvoirs.
Tout va de travers au ranch. À peine arrivées, Alice et ses fidèles amies Bess et Marion apprennent que le grand-père d'Evelyn a été transporté à l'hôpital. Les jeunes filles apprennent également que la montagne près de laquelle se trouve le ranch, la Montagne des Superstitions, cacherait une ancienne mine d'or : la Mine d'or du Hollandais perdu...

## Personnages

### Personnages récurrents
- Alice Roy : dix-huit ans, blonde, fille de l'avoué James Roy, orpheline de mère.
- James Roy : avocat [2] de renom, père d'Alice Roy, veuf.
- Bess Taylor : jeune fille blonde et rondelette, une des meilleures amies d'Alice.
- Marion Webb : jeune fille brune et sportive, cousine germaine de Bess Taylor et une des meilleures amies d'Alice.
- Ned Nickerson : jeune homme brun et athlétique, ami et chevalier servant d'Alice, étudiant à l'université d'Emerson. Il est seulement mentionné dans ce roman, mais ne prend aucune part à l'intriguee.
- Sarah Berny[3] : la fidèle gouvernante des Roy, qui a élevé Alice à la mort de sa mère.

### Personnages spécifiques à ce roman
- Evelyn McGuire : 17 ans, amie d'Alice.
- Chuck McGuire : 20 ans, frère d'Evelyn McGuire.
- M. McGuire : grand-père d'Evelyn et de Chuck, propriétaire du ranch.
- Ward Tomiche : mari de Maria.
- Maria Tomiche : gouvernante au ranch.
- Sam et Jo Tomiche : fils de Maria et de Ward.
- Kyle "Petite Plume" : frère décédé de Maria.
- Sun Lin : épouse décédée de Kyle, Vietnamienne.
- N'Guyen : 12 ans, neveu de Maria Tomiche, fils de Kyle et Sun Lin.
- M. Henry : le plus proche voisin des McGuire, propriétaire du ranch "Cercle H".
- Jack Harris : ancien propriétaire du ranch, du temps de Indiens.

## Éditions françaises
- 1984 : Hachette, collection Bibliothèque verte (série hachurée), cartonné (français, version originale). Illustré par Jean-Louis Mercier. Texte français de Lisa Rosenbaum. 20 chapitres. 157 p.
- 1988 : Hachette, collection Bibliothèque verte no 453, souple (français, version originale). Nouvelle couverture de Philippe Daure, illustrations intérieures de Jean-Louis Mercier.
- 2002 : Hachette, collection Bibliothèque verte no 453 (série à timbre), souple (français, version originale). Couverture de Philippe Daure. Illustrations intérieures de Jean-Louis Mercier. Texte français de Lisa Rosenbaum. 20 chapitres. 156 p.